# 12042 Laques
12042 Laques este un asteroid din centura principală de asteroizi.

## Descriere
12042 Laques este un asteroid din centura principală de asteroizi. A fost descoperit pe 17 martie 1997 la Ramonville-St-Agne de Christian Buil. El prezintă o orbită caracterizată de o semiaxă mare de 3,00 ua, o excentricitate de 0,06 și o înclinație de 11,9° în raport cu ecliptica.